# Erik Ende
Erik Ende, född 1919 i Forsa socken, död 2008 i Sundbybergs kommun,  var en svensk bankman och scoutledare. 
Erik Ende arbetade som kamrer på flera svenska banker. Erik kom i kontakt med scoutrörelsen som 24-åring och hade många betydande poster i svensk och internationell scouting. 1948 valdes han till ordförande i Svenska scoutrådet, 1968 till ordförande i Europeiska scoutkommittén och till medlem i Världskommittén.
1969 tilldelades Erik en Silvervarg svensk scoutings högsta utmärkelse och 1977 en Bronsvarg Världsscoutings högsta utmärkelse.